# 尚格里拉
尚格里拉是巴西南大河州的一个市镇。总面积60.95平方公里，总人口10602人，人口密度173.9人/平方公里。